# Ріхард Мартін Вільштеттер
Рі́хард Ма́ртін Ві́льштеттер (нім. Richard Martin Willstätter; 13 серпня 1872, Карлсруе, Німеччина — 3 серпня 1942, Муралто, Швейцарія) — німецький хімік-органік, відомий своїми дослідженнями структур рослинних барвників. У 1915 році здобув Нобелівську премію з хімії «за дослідження фарбувальних речовин рослинного світу, особливо хлорофілу».

## Біографія
Ріхард Вільштеттер народився 13 серпня 1872 року в Карлсруе в єврейській родині торгівця тканинами. Після закінчення школи в рідному місті, Ріхард навчався в Нюрнберзькій реальній гімназії, де проявив себе здібним та закінчив гімназію на «відмінно». Після закінчення гімназії, Вільштеттер вступив у Мюнхенський технічний університет, однак через невдоволення рівнем навчання перевівся в Мюнхенський університет.
У 1894 році Ріхард Вільштеттер здобув докторський ступінь з хімії і вже в 1896 році стає приват-доцентом, а через 6 років (у 1902) він обійняв посаду екстраординарного професора в лабораторії Адольфа фон Байера. У 1905 році Вільштеттер стає професором хімії Федерального технологічного інституту Цюриха, де і розпочав дослідження хлорофіла.
Через 7 років (у 1912 році) Ріхард Вільштеттер починає працювати в Інституті кайзера Вільгельма в Берліні, де він зробив висновок, що забарвлення квіток залежить від суміші антоціанінів та каротиноїдів. У 1915 році вченому було присуджено Нобелівську премію з хімії «за дослідження фарбувальних речовин рослинного світу, особливо хлорофілу», хоча вручення премії було затримане через війну до 1920 року. У 1916 році вже Нобелівський лауреат Ріхард Вільштеттер у складний післявоєнний період стає професором Мюнхенського університету. Незважаючи на труднощі післявоєнного часу, він зайнявся вивченням ферментів.
У 1938 році нацисти мали відправити Вільштеттера в Дахау, але вченому вдалося переховатися та переїхати у Швейцарію. Помер Ріхард Вільштеттер 3 серпня 1942 в Муралто (Швейцарія).

### Родина
У 1903 році Вільштеттер одружився з Софією Лезен. У них народилися син і дочка. Дружина Вільштеттера померла в 1909 році, і він більше не одружувався.